# ISO 690
ISO 690은 전자 문서를 포함한 다양한 종류의 문서에서 참고문헌 참조를 관리하는 ISO 표준이다. 이 국제 표준은 출판된 문서에 대한 참조에 포함되어야 하는 서지학적 요소와 이러한 요소가 기술되어야 하는 순서를 지정한다.

## 특성
ISO 690은 인쇄 문서와 비인쇄 문서 모두에서 출판된 자료에 대한 서지 참조를 관리한다. 현재 버전의 표준은 2021년에 발표되었으며 논문, 연속 간행물, 기고, 특허, 지도 제작 자료, 전자 정보 자원(컴퓨터 소프트웨어 및 데이터베이스 포함), 음악, 녹음된 사운드, 인쇄물, 사진, 그래픽 및 시청각 작품, 동영상을 아우른다.
ISO 690은 초록에 대한 규칙을 설정하는 ISO 214와 같이 학술 출판과 관련된 여러 ISO 표준 중 하나이다. 서면 문서의 구분 및 하위 구분 번호 매기기를 다루는 ISO 2145 ISO 2014 및 ISO 3166은 각각 날짜와 국가 코드의 올바른 사용을 규정한다.
구두점과 스타일은 표준의 일부가 아니다. 대체로 표준은 표현보다는 내용을 관리한다.
ISO 690은 출판 날짜가 장소와 출판사의 "생산 정보" 뒤에 표시되는 고정된 서지 요소 순서의 참조 체계를 규정하지만, 날짜가 작성자 이름 뒤에 표시되는 하버드 시스템에 대한 예외를 허용한다.

## 같이 보기
- 서지학
- BibTeX
- 문서화